# マリア・アントニア・フォン・エスターライヒ

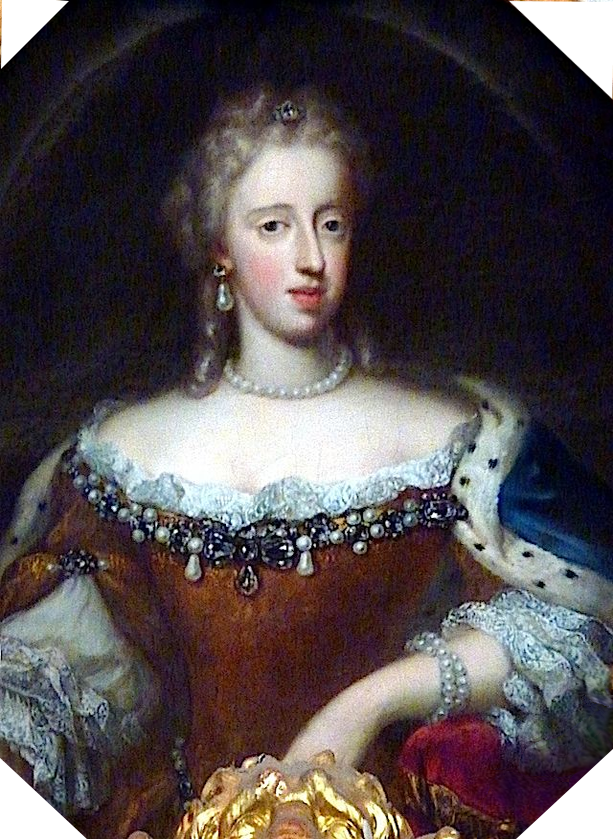
マリア・アントニア

マリア・アントニア・フォン・エスターライヒ（Maria Antonia von Österreich, 1669年1月18日 - 1692年12月24日）は、バイエルン選帝侯マクシミリアン2世エマヌエルの最初の妃。神聖ローマ皇帝レオポルト1世と最初の皇后マルガリータ・テレサの娘。神聖ローマ皇帝ヨーゼフ1世、カール6世の異母姉に当たる。1673年から亡くなるまで、母方の叔父であるスペイン国王カルロス2世に続くスペイン王位継承者であった。

## 生涯

### 生い立ち
マリア・アントニアは、1669年1月18日に神聖ローマ皇帝レオポルト1世（1640年 - 1705年）とその妃マルガリータ・テレサ・デ・エスパーニャ（1651年 - 1673年）の第2子としてウィーンで生まれた。両親にとって第1子であった兄は、マリア・アントニアが生まれる前にすでに亡くなっており、弟妹2人も早世し、母マルガリータ・テレサも若くして死去した。また、12人の異母弟妹がおり、そのうち8人が成人した。
マリア・アントニアはハプスブルク家の中で近交係数が最も高く、0.3053であった。父レオポルト1世は母親の母方の叔父であり、父方のいとこの子にあたり、母方の祖父母も叔父と姪の関係であった。マリア・アントニアの近交係数は、親と子孫、または兄弟と姉妹の間に生まれた子供の係数よりも高かった。
ハプスブルク家最後のスペイン王カルロス2世は、重度の奇形と病気のため、子供をつくることができなかった。スペインの王位継承法によれば、マリア・アントニアはカルロス2世の姉である皇后マルガリータ・テレサの唯一の生き残りの子孫であったため、長生きしていれば王位を継承する権利を保持していたはずであった。幼少期に母方の叔父カルロス2世と結婚することが決まったが、この計画は政治的事情により白紙となった。
代わりに、サヴォイア公ヴィットーリオ・アメデーオ2世との結婚候補に挙げられたが、この話は成立しなかった。

### 選帝侯妃として
マリア・アントニアは最終的に1685年7月15日にウィーンでバイエルン選帝侯マクシミリアン2世と結婚した。スペイン王妃マリアナ・デ・アウストリアからすると、スペイン王位継承者との結婚により、バイエルンのヴィッテルスバッハ家はオーストリアのハプスブルク家よりも王位継承に近い地位を獲得したと考えた。マリアナの愛情は、娘マルガリータ・テレサの血を引く者、つまり孫娘のマリア・アントニアとその家族に対して向けられていた。このためマリアナは、娘のマリア・アントニアではなく息子を後継者にしたいと考えていた弟のレオポルト1世と対立することになった。息子の王位継承権を強めるために、皇帝レオポルト1世は娘に結婚直後に相続権を放棄させた。その代わりに、義理の息子であるマクシミリアン2世をスペイン領ネーデルラントの総督に任命することを約束した。
外向的なマクシミリアンと内向的で真面目なマリア・アントニアにはほとんど共通点がなかったため、この結婚は非常に不幸なものであった。マリア・アントニアはマクシミリアンの絶え間ない不貞に腹を立てたと伝えられている。マクシミリアンがスペイン領ネーデルラントの総督に任命され、愛妾のカノッツァ伯爵夫人とともにブリュッセルに向けて出発したとき、マリア・アントニアは出産のためウィーンの父親のもとへ向かい、マクシミリアンのもとに戻らないと思われていた。マリア・アントニアは出産から2ヶ月後に産後感染症でウィーンにおいて急逝した。
スペイン国王カルロス2世の姪として、マリア・アントニアは17世紀後半のヨーロッパにおける主要な政治問題であったスペイン王位継承に深い関係があった。息子の一人であるヨーゼフ・フェルディナントは、スペイン王位請求者として17世紀末のヨーロッパ政治にとって中心的な存在であった。マリア・アントニアはスペイン＝ハプスブルク家最後の世代であり、ハプスブルク家最後のスペイン王カルロス2世の死よりも前にヨーゼフ・フェルディナントが死去したことは、スペイン継承戦争の一因となった。もしヨーゼフ・フェルディナントがカルロス2世の死後も生存していたら、ヨーロッパ列強はハーグ条約（1698年）の条件に基づいてヨーゼフ・フェルディナントがスペイン王位に就くことを許可したかもしれない。

## 子女
- レオポルト・フェルディナント（1689年5月22日） - 生後まもなく死去
- アントン（1690年11月19日） - 生後まもなく死去
- ヨーゼフ・フェルディナント（1692年 - 1699年） - スペイン王位継承者（アストゥリアス公）に選ばれたが、即位することなく6歳で早世[23]。